# باز باران (فیلم ۱۳۷۱)
باز باران فیلمی به کارگردانی محسن محسنی نسب و نویسندگی محسن محسنی نسب و راضیه فلاح محصول سال ۱۳۷۱ است.

## خلاصه داستان
پدر و مادر مسنی که پسر بزرگشان علی (یک خلبان نیروی هوایی در جنگ ایران و عراق) را از دست رفته می‌پندارند، با همسر علی و فرزندش روزگار می‌گذرانند. امیر، پسر دیگر خانواده که در خارج تحصیلاتش را به پایان رسانیده، به ایران می‌آید. والدین امیر که اصرار زیادی بر تسریع در ازدواج او دارند، پس از امتناع فراوان امیر از ازدواج، سرانجام به ازدواج او و صبا، همسر سابق برادرش، رضایت می‌دهند. آنها طی مراسمی با هم ازدواج می‌کنند و برای ماه عسل به شمال می‌روند. در همین زمان، ناگهان علی به خانه برمی گردد و معلوم می‌شود در عراق اسیر بوده، اما عراقی‌ها برای تضعیف روحیه، خبر شهادتش را داده بودند. با بازگشت ناگهانی علی، وضع خانواده دگرگون می‌شود. پدر با امیر تماس می‌گیرد و از او می‌خواهد به سرعت همراه با صبا به تهران برگردد. صبا که در مقابل علی احساس شرمندگی می‌کند، در میانه راه به خانه پدرش می‌رود. امیر پس از رسیدن به خانه، به مسجد می‌رود و ماجرای ازدواجش را صریحاً با علی در میان می‌گذارد. علی با شنیدن این ماجرا، مسجد را ترک می‌کند و نزد صبا می‌رود. از طرف دیگر، امیر نیز که به خانه برگشته و علی را در خانه نیافته است، به همراه پدر و مادر و فرزند خردسال علی، به خانه پدری صبا می‌روند. آنها درست در لحظه دیدار صبا و علی می‌رسند و خانواده، یکدیگر را در آغوش می‌گیرند.

## بازیگران
- علی سرتیپی
- فرانک آراسته‌جو
- زهره صفوی
- پرویز شاهین خو
- الهه محسنی نسب